# Офенбург
Офенбург (на немски: Offenburg; на френски: Offenbourg) е град в западен Баден-Вюртемберг, Германия с 58 465 жители (към 31 декември 2015). Намира се на ок. 20 км югоизточно от Страсбург.
Офенбург е споменат за пръв път в документ през 1148 г. и 1240 г. става свободен имперски град.